# De Bloederige Baron
De Bloederige Baron (Engels: The Bloody Baron) is een personage uit de Harry Potterserie van J.K. Rowling. Hij is de afdelingsgeest van Zwadderich op Zweinsteins Hogeschool voor Hekserij en Hocus-Pocus en de enige waarvoor Foppe de Klopgeest bang is. Ook de andere geesten van Zweinstein lijken heilig respect voor hem te hebben.
De Bloederige Baron zit onder de zilverachtige bloedvlekken. Deze vlekken zijn bloed en zijn ontstaan toen hij zichzelf doodde.
Tijdens zijn leven was de Bloederige Baron verliefd op Helena Ravenklauw, de dochter van Rowena Ravenklauw. Toen Helena de diadeem van haar moeder stal en wegvluchtte, stuurde Rowena de Bloederige Baron op haar af, omdat ze wist dat hij niet zou stoppen voordat hij haar had gevonden. Helena verstopte de diadeem in een bos in Albanië. Toen de Bloederige Baron Helena had gevonden, weigerde zij met hem mee te gaan. Hierop vermoordde de Baron Helena in een woede-uitbarsting, maar uit spijt en rouw pleegde de Baron met hetzelfde wapen zelfmoord. Sindsdien zijn beide personen spoken geworden op Zweinstein.
Helena Ravenklauw heeft dit geheim nog maar aan twee levende zielen toevertrouwd, Marten Vilijn (later Heer Voldemort) en Harry Potter. Marten Vilijn heeft Helena het geheim van de verstopplaats van de diadeem weten te ontfutselen en heeft vervolgens van de diadeem een Gruzielement gemaakt. De diadeem staat dan ook bekend als het verloren reliek van Ravenklauw. De diadeem is uiteindelijk vernietigd door Duivelsvuur opgeroepen door Korzel (die er later zelf in omkwam), een zeer krachtig en boosaardig soort vuur dat door een toverspreuk wordt opgeroepen die deel uitmaakt van de Zwarte Kunsten.